# David Needham
David Needham (Leicester, 21 maggio 1949) è un ex calciatore inglese, di ruolo difensore.

## Caratteristiche tecniche
Giocava nel ruolo di difensore centrale.

## Palmarès

### Club

#### Competizioni nazionali
- Coppa di Lega inglese: 1

Nottingham Forest: 1978-1979
- Charity Shield: 1

Nottingham Forest: 1978
- Fourth Division: 1

Notts County: 1970-1971

#### Competizioni internazionali
- Coppa dei Campioni: 2

Nottingham Forest: 1978-1979, 1979-1980
- Supercoppa UEFA: 1

Nottingham Forest: 1979

#### Competizioni regionali
- Northamptonshire Senior Cup: 1

Kettering Town: 1983-1984